# 大坊古墳 (玉名市)
大坊古墳（だいぼうこふん）は、熊本県玉名市玉名字大坊に所在する装飾古墳。国の史跡に指定されている。

## 概要
菊池川右岸の玉名平野をのぞむ丘陵の先端に位置しており、6世紀前半から中ごろに造られた古墳。墳丘は変形しているが前方後円墳である。後円部には前室と奥室とからなる複室と呼ばれる構造の横穴式石室を持ち、南側に開口している。
　1917年（大正６年）京都帝国大学文科大学（現在の京都大学大学院文学研究科・文学部）の浜田耕作，梅原末治により初めて学術的調査が行われて，調査報告が『肥後における装飾ある古墳及び横穴』として刊行され，装飾のある古墳のことが初めて世に知られるようになった。
　1963年（昭和38年）に内部の清掃と調査が行われ全容が明らかになった。装飾はこの石室の第一、第二羨門の両支柱と奥室の石屋形と呼ばれる大型の石棺状のものに朱と群青を使って施されており、特に石屋形には5段に並べられた多数の連続三角文と、その中に数個の円文を描く。
出土遺物は金製の耳飾りや真珠、玉類などの装身具、大刀や鉄鏃などの鉄器、鉄製の馬具類、土器など数百点にものぼる。

## 特記事項
- 現在は保護施設により密閉してあるが、毎年10月頃一般公開が行われる。
- 当古墳の北東約500mの位置にやはり装飾を持つ永安寺東古墳・西古墳（国の史跡）がある。